# Pleospora phaeocomoides
Pleospora phaeocomoides är en svampart som först beskrevs av Berk. & Broome, och fick sitt nu gällande namn av Georg Winter 1887. Pleospora phaeocomoides ingår i släktet Pleospora och familjen Pleosporaceae.   Inga underarter finns listade i Catalogue of Life.